# Lepelbekstrandloper
De lepelbekstrandloper (Calidris pygmaea synoniem: Eurynorhynchus pygmeus) is een vogel uit de familie van de strandlopers en snippen (Scolopacidae). De wetenschappelijke naam van de soort werd in 1758 als Platalea pygmea gepubliceerd door Carl Linnaeus in de tiende editie van Systema naturae. Het is een ernstig bedreigde trekvogelsoort die broedt in noordoostelijk Siberië en overwintert langs de kusten van Zuidoost-Azië.

## Kenmerken
De lepelbekstrandloper is 14 tot 16 cm lang (iets kleiner dan een bonte strandloper) en hij heeft een spanwijdte van 32 tot 38 cm. De kop, hals en borst van een volwassen vogel in de broedtijd zijn roodbruin met donkerbruine streepjes. De vogel heeft op de rug en vleugels donkere veren met bruine tot kaneelkleurige randen. Jonge vogels en volwassen vogels zijn buiten de broedtijd veel minder opvallend grijsbruin gekleurd. De buik is wit en de poten zijn zwart. Het opvallendste kenmerk is de lepelvormige snavel.

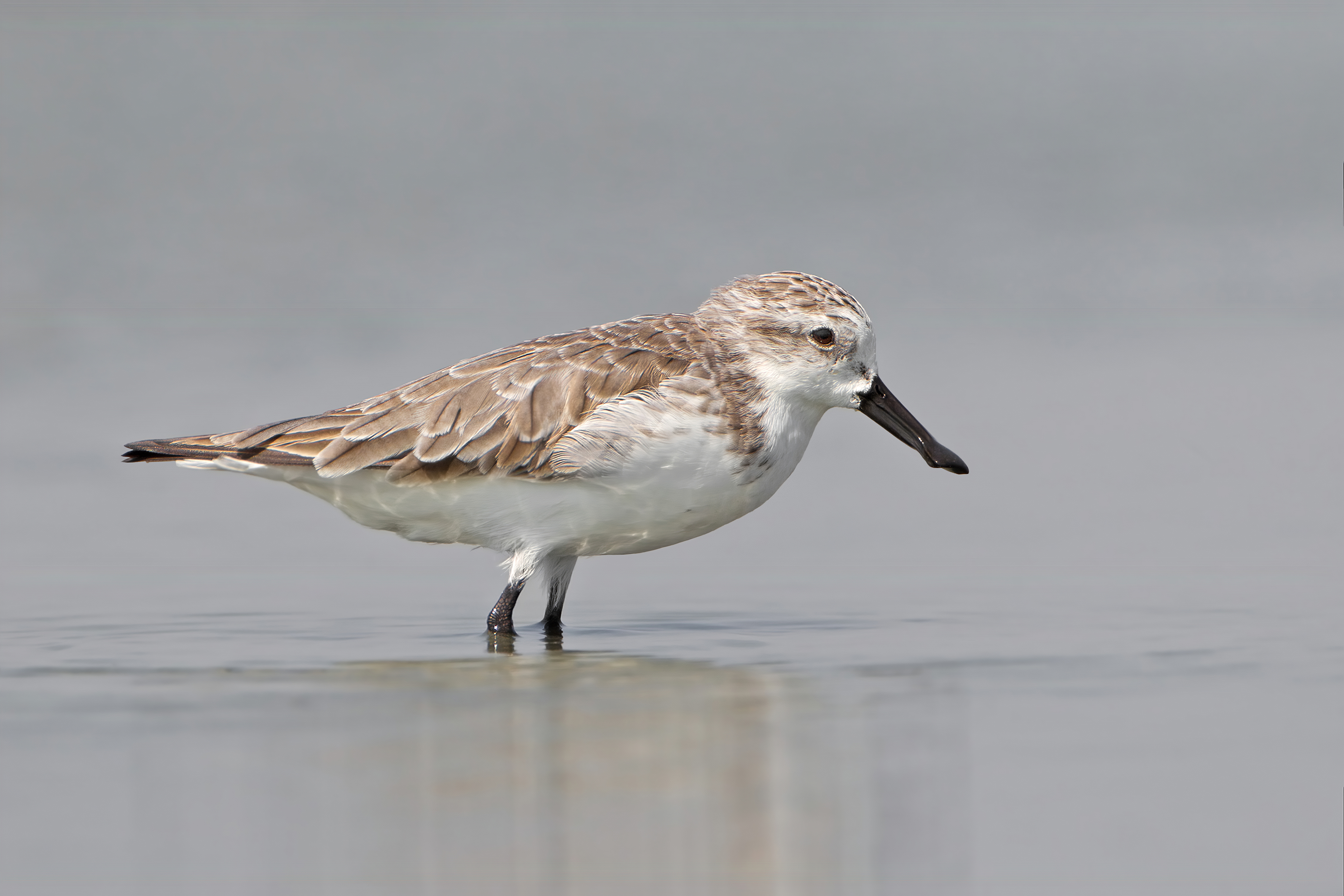
Lepelbekstrandloper in winterkleed

## Verspreiding en leefgebied
Het broedgebied van de lepelbekstrandloper ligt langs de kust van noordoostelijk Siberië zoals het Tsjoektsjenschiereiland en het schiereiland Kamtsjatka. 
De vogel trekt langs de kust van de Grote Oceaan naar het zuiden door Japan, Noord- en Zuid-Korea en China naar zijn belangrijkste overwinteringsgebieden in Zuidoost-Azië. De vogel wordt daar waargenomen in India, Bangladesh, Sri-Lanka, Myanmar, Thailand, Vietnam, de Filipijnen en het schiereiland Malakka.

## Status
Er is slechts een kleine populatie van de lepelbekstrandloper en daardoor is de soort kwetsbaar voor uitsterven. De grootte van de populatie werd in 2009 geschat op 120-200 broedparen. Volgens in 2014 uitgevoerd onderzoek bestaat de populatie uit 240 tot 456 volwassen individuen. De leefgebieden in het overwinteringsgebied van de vogel gaan in kwaliteit achteruit door verandering van het klimaat en andere ontwikkelingen in kustgebieden. Om deze redenen staat deze strandloper als ernstig bedreigd (kritiek) op de Rode Lijst van de IUCN.